# بيت الصرابي (بني العوام)

تعديل مصدري - تعديل

بيت الصرابي هي إحدى قرى عزلة قطعة الصرابي بمديرية بني العوام التابعة لمحافظة حجة، بلغ تعداد سكانها 248 نسمة حسب تعداد اليمن لعام 2004andويعتبر(بشار بن محمد بن علي الصرابي)هو امير المنطقه.